# 多野郡
多野郡（日语：／ Tano gun */?）是群馬縣的一郡。
現轄有以下2町1村。
- 神流町
- 上野村

## 沿革
- 1896年4月1日：綠野郡、南甘樂郡、多胡郡合併，多野郡成立。（4町14村）
- 1926年4月1日：神川村町制施行並改名為萬場町。（5町13村）
- 1954年4月1日：藤岡町、神流村、小野村、美土里村、美九里村合併，藤岡市成立，脫離該郡。（4町9村）
- 1954年10月1日：鬼石町、三波川村、美原村合併，鬼石町成立。（4町7村）
- 1955年1月15日：吉井町、多胡村、入野村甘樂郡岩平村合併，吉井町成立。（4町5村）
- 1955年3月1日：平井村、日野村被併入藤岡市。（4町3村）
- 1956年9月30日：八幡村被併入高崎市。（4町2村）
- 2003年4月1日：萬場町、中里村合併，神流町成立。（4町1村）
- 2006年1月1日：鬼石町被併入藤岡市。（3町1村）
- 2006年1月23日：新町被併入高崎市。（2町1村）
- 2009年6月1日：吉井町被併入高崎市。（1町1村）